# Сосулин, Вадим Викторович
Вадим Викторович Сосулин (18 марта 1963, Барнаул) — советский и российский футболист, выступавший на позиции правого полузащитника и защитника. Сыграл 14 матчей в высшей лиге России.

## Биография
Воспитанник футбольной школы барнаульского «Динамо», тренеры — Владимир Ильич Сафонов и Владимир Васильевич Жучков. Входил в юношескую сборную РСФСР, участвовал в финальных стадиях турнира «Переправа», стал серебряным призёром Спартакиады народов СССР (1983). С 17-летнего возраста выступал за родную команду на взрослом уровне во второй лиге, провёл в команде шесть сезонов.
В 1986 году перешёл в воронежский «Факел», где заменил ушедшего в московское «Динамо» Виктора Лосева. В составе «Факела» в 1988 году стал победителем зонального турнира второй лиги. В 1992 году со своей командой участвовал в первом сезоне высшей лиги России, дебютный матч на высшем уровне сыграл 29 марта 1992 года против «Уралмаша». Всего в высшей лиге сыграл 14 матчей.
В 1992—1995 годах выступал в низших дивизионах Германии за «Фрехен-20» из Кёльна, затем по одному сезону провёл в «Факеле» и «Локомотиве» (Лиски). Завершил спортивную карьеру в возрасте 33 лет.
По окончании карьеры работает директором СДЮСШОР воронежского «Факела».